# Kněžice rudonohá
Kněžice rudonohá (Pentatoma rufipes) je ploštice z čeledi kněžicovitých. Její výskyt v Česku je velmi hojný.

## Vzhled
Kněžice má první pár křídel přeměněn na polokrovky (hemelytry). Velikost těla se pohybuje v rozmezí 1,2 až 1,6 cm. Shora její tělo má bronzovou až tmavě hnědou barvu. Uprostřed těla má světle oranžovou tečku. K přijímaní potravy je vybavena bodavě sacím ústrojím, které směřuje dozadu. Polokřídla jsou dobře vyvinuta a kněžice je schopna dobře létat. Končetiny jsou červené až hnědé barvy.

## Výskyt
Pás od Evropy až po Sibiř. V Česku je velmi hojná. Vyskytuje se v blízkosti listnatých keřů a stromů nebo přímo na těchto keřích. Přestože může být považována za škůdce, způsobené škody na rostlinách nebývají nijak výrazné.

## Život
Kněžice je všežravá. Z rostlin vysává šťávy z listů nebo květů. Živí se také uhynulým hmyzem. Samice během srpna nakladou vajíčka na vrchní stranu listů. Larvy přečkají zimu na kmeni stromu těsně nad zemí. Na jaře začnou být aktivní v dubnu, dospívají nejpozději v červenci. Dospělé kněžice žijí až do doby prvních mrazů.
Při ohrožení vylučuje páchnoucí tekutinu.